# Mena (cráter)
Mena es un cráter de impacto en el planeta Mercurio de 25 km de diámetro.  Lleva el nombre del poeta español Juan de Mena (1411-1456). Dicho nombre lo adoptó la Unión Astronómica Internacional en 1976.